# Andriej Karłow

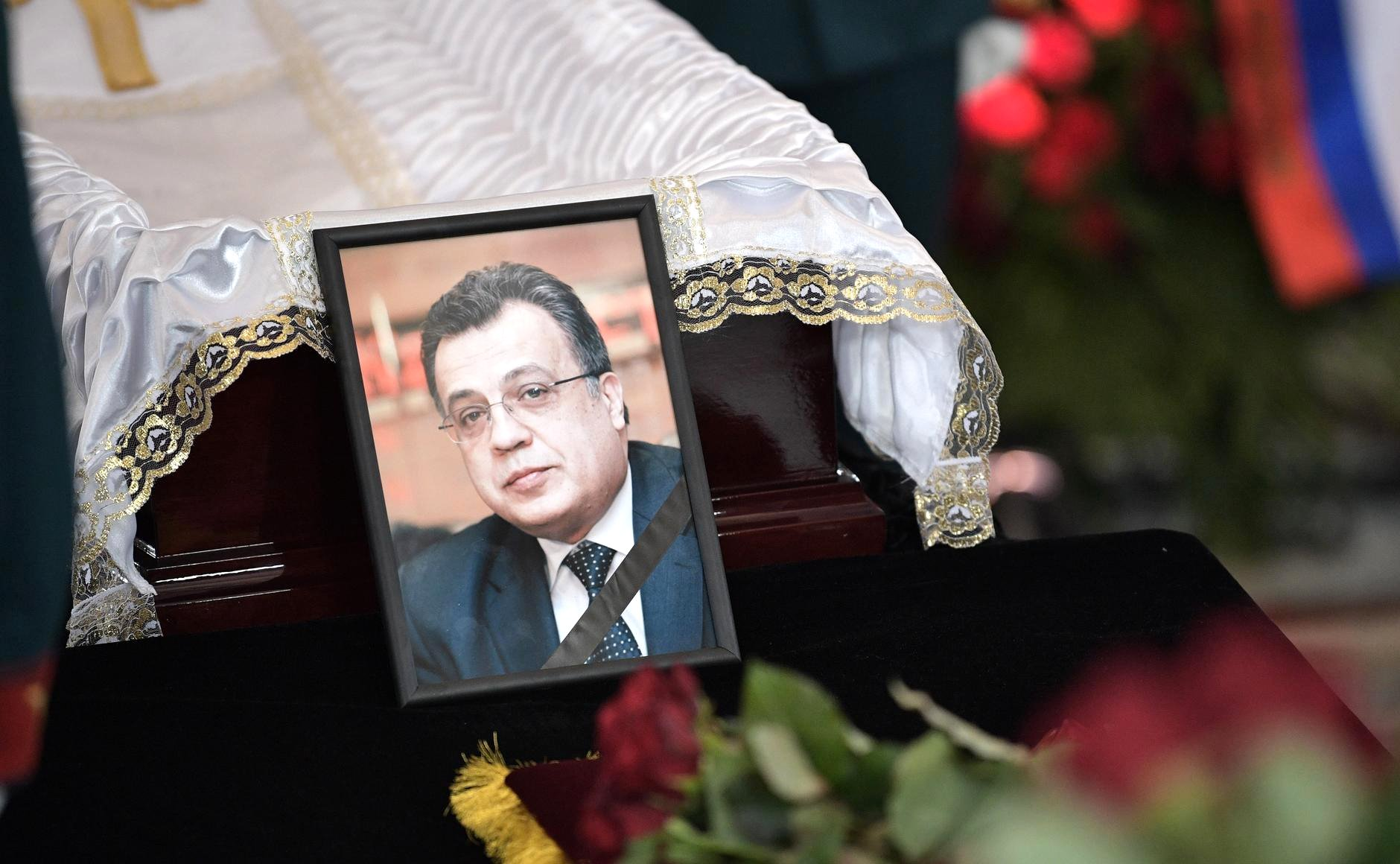
Pogrzeb Andrieja Karłowa – trumna z ciałem ambasadora

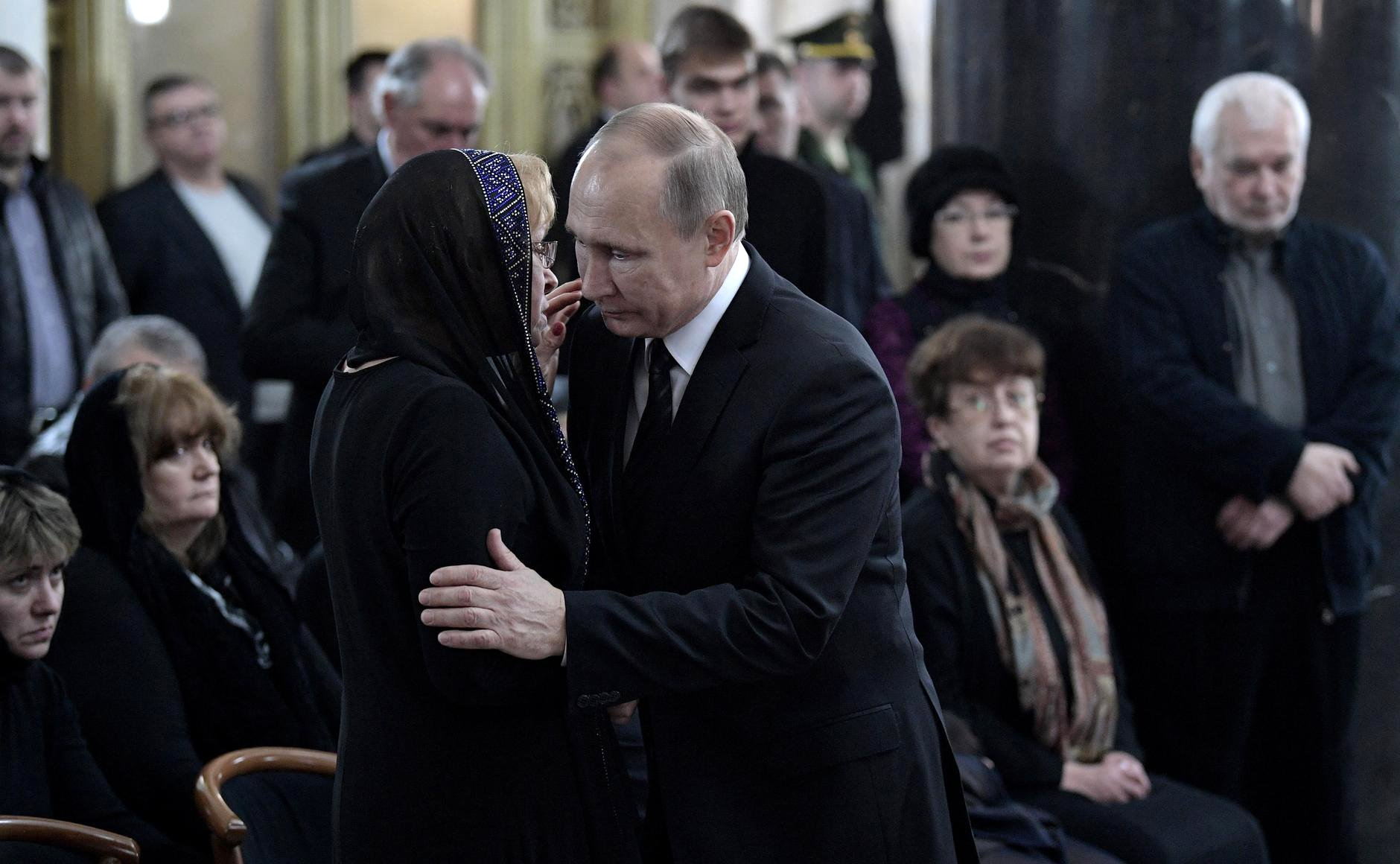
Wdowa po ambasadorze – Marija Karłowa oraz Władimir Putin

Andriej Giennadjewicz Karłow (ros.: Андрей Геннадьевич Карлов ur. 4 lutego 1954 w Moskwie, zm. 19 grudnia 2016 w Ankarze) – rosyjski dyplomata, ambasador Federacji Rosyjskiej w Turcji.

## Życiorys
Urodził się w 4 lutego 1954 w Moskwie.
W 1976 ukończył Moskiewski Państwowy Instytut Stosunków Międzynarodowych, a w 1992 Akademię Dyplomatyczną MSZ. Od 1976 pracował na różnych stanowiskach dyplomatycznych w centralnym aparacie MSZ ZSRR i Rosji i za granicą. W latach 1979–1984 oraz 1986–1991 pracował w Ambasadzie Związku Radzieckiego w Korei Północnej, zaś w latach 1992–1997 w ambasadzie Rosji w Korei Południowej. Od września 1999 do sierpnia 2001 był wicedyrektorem Departamentu Służby Konsularnej MSZ. W 2001 został ambasadorem Rosji w Korei Północnej, swoje obowiązki pełnił do 2006 roku. Następnie powrócił do pracy w Departamencie Służby Konsularnej najpierw jako wicedyrektor, a następnie dyrektor. W lipcu 2013 został ambasadorem Rosji w Turcji. Jego kadencja przypadła na trudny czas w relacjach rosyjsko-tureckich, na co wpływ miały m.in. zaangażowanie Rosji w wojnę domową w Syrii i zestrzelenie przez tureckie lotnictwo rosyjskiego Su-24 w 2015.

### Śmierć
19 grudnia 2016 Andriej Karłow zginął w zamachu w Centrum Sztuki Współczesnej w Ankarze podczas otwarcia wystawy „Rosja oczami Turków. Od Kaliningradu do Kamczatki”. Zamachowiec, którym okazał się policjant Mevlüt Mert Altıntaş, został zastrzelony przez policję. Według tureckich i rosyjskich mediów, zamach był aktem zemsty za interwencję Rosji w wojnę domową w Syrii, w szczególności za sytuację w Aleppo.
Karłow spoczął na cmentarzu w Moskwie. Jego pogrzeb odbył się z honorami wojskowymi.

## Życie prywatne
Był żonaty, miał jednego syna. Był prawosławny. Znał angielski i koreański.

## Upamiętnienie
Został pośmiertnie odznaczony przez prezydenta Władimira Putina tytułem Bohatera Rosji.
Turecki minister spraw zagranicznych Mevlüt Çavuşoğlu zapowiedział, że ulica, przy której znajduje się rosyjska ambasada, zostanie nazwana imieniem Karłowa.